# Kaas chante Piaf
Albums de Patricia Kaas
19 par Patricia Kaas
(2009) Patricia Kaas
(2016)
Kaas chante Piaf est le neuvième album studio de Patricia Kaas sortie le 5 novembre 2012. C'est un album constitué exclusivement de reprises de chansons interprétées par Édith Piaf.

## Liste des titres
| No  | Titre                                | Paroles                       | Musique           | Durée |
| --- | ------------------------------------ | ----------------------------- | ----------------- | ----- |
| 1.  | Mon Dieu                             | Michel Vaucaire               | Charles Dumont    | 04:40 |
| 2.  | Padam, padam...                      | Henri Contet                  | Norbert Glanzberg | 04:37 |
| 3.  | Avec ce soleil                       | Jacques Larue                 | Philippe-Gérard   | 02:42 |
| 4.  | Milord                               | Georges Moustaki              | Marguerite Monnot | 05:05 |
| 5.  | The 9th Hour                         |                               | Abel Korzeniowski | 02:31 |
| 6.  | La belle histoire d'amour            | Édith Piaf                    | Charles Dumont    | 04:12 |
| 7.  | Les amants merveilleux               | Robert Gall                   | Florence Véran    | 02:35 |
| 8.  | T'es beau, tu sais                   | Henri Contet                  | Georges Moustaki  | 04:05 |
| 9.  | Hymne à l'amour                      | Édith Piaf                    | Marguerite Monnot | 04:18 |
| 10. | C'est un gars                        | Charles Aznavour              | Pierre Roche      | 03:06 |
| 11. | Song for the Little Sparrow          |                               | Abel Korzeniowski | 03:22 |
| 12. | La Foule (Que Nadie Sepa Mi Suffrir) | Michel Rivgauche (adaptation) | Ángel Cabral      | 03:54 |
| 13. | Mon manège à moi                     | Jean Constantin               | Norbert Glanzberg | 03:00 |
| 14. | La Vie en rose                       | Édith Piaf                    | Louiguy           | 05:17 |
| 15. | Non, je ne regrette rien             | Michel Vaucaire               | Charles Dumont    | 04:56 |
| 16. | Je t'ai dans la peau                 | Jacques Pills                 | Gilbert Bécaud    | 03:01 |